# Rungia pinpienensis
Rungia pinpienensis är en akantusväxtart som beskrevs av Hsien Shui Lo. Rungia pinpienensis ingår i släktet Rungia och familjen akantusväxter. Inga underarter finns listade i Catalogue of Life.